# ジョン・B・デイ

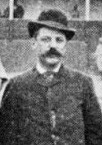
(1884年)

ジョン・ベイリー・デイ（John Bailey Day、1847年9月23日 - 1925年1月25日）は、19世紀のメジャーリーグベースボールの球団オーナー。アメリカ合衆国コネチカット州コルチェスター生まれ。現在のサンフランシスコ・ジャイアンツの創設者、及び初代オーナー。

## 経歴
デイは1870年代までに、ニューヨーク・マンハッタンで煙草の卸売業で財をなした実業家であった。野球好きでもあったデイは、1880年のある日、アマチュアの野球の試合を見に行った際ジム・マトリーと出会う。この出会いをきっかけに、デイはマンハッタンを本拠地とするプロの野球チームの創設に動き出すことになる。
デイは当時のポロ・グラウンズの所有者ジェームス・ゴードン・ベネットと交渉し、野球の試合でのポロ・グラウンズの借用権を得たのち、同年ニューヨーク・メトロポリタンズというプロ球団を創設、マトリーがチームの監督に就任した。当時メトロポリタンズは、ナショナルリーグなどのプロ野球リーグに所属しない独立系のチームとして活動し、1882年には162試合もの試合をこなすなど興行的にも成功した。
人気球団となったメトロポリタンズは、1882年のシーズン終了後、ナショナルリーグとアメリカン・アソシエーションの両方からリーグ加盟の要請を受けるが、この時デイとマトリーは、大胆にも両方のリーグに加盟することを打診していた。デイはその後、前年に破綻したナショナルリーグのトロイ・トロージャンズのフランチャイズ権を買収し、新たな球団「ニューヨーク・ゴサムズ」を創設、前年トロージャンズに所属した選手の大半をゴサムズに移し、メトロポリタンズをアメリカン・アソシエーションに、ゴサムズをナショナルリーグに加盟させた。両チームは同じポロ・グラウンズを本拠地とし、当時ポロ・グラウンズにはダイアモンドが2つ描かれ、フィールドを2つに仕切って試合が行われていた。
メトロポリタンズは、1884年にアメリカン・アソシエーションで優勝するなど強豪チームとなったが、デイは徐々に収益の大きいゴサムズに注力するようになり、選手をメトロポリタンズから移すようになる。ゴサムズが「ジャイアンツ」とチーム名を変えた1885年にデイはメトロポリタンズを売却、有力選手で固められたジャイアンツは1888年、1889年とナショナルリーグを2連覇する。
デイは1893年までジャイアンツのオーナーをしていたが、同年チームを売却し、その後1899年に短期間ながらジャイアンツの監督をしている。1925年にニュージャージー州で死去。

## 詳細情報

### 監督としての戦績
※順位は年度最終順位
| 年度   | チーム | リーグ | 試合 | 勝利 | 敗戦 | 勝率 | 順位 | 備考         |
| ------ | ------ | ------ | ---- | ---- | ---- | ---- | ---- | ------------ |
| 1899年 | NYG    | NL     | 66   | 29   | 35   | .453 | 10位 | 開幕～7月4日 |
| 通算   | 通算   | 通算   | 66   | 29   | 35   | .453 |      |              |